# Lehrverband Infanterie
Der Lehrverband Infanterie (LVb Infanterie) ist ein Grosser Verband der Schweizer Armee und verantwortlich für die Ausbildung von Mannschaften und Kadern (Unteroffiziere und Offiziere). Das Kdo LVb Infanterie wird Brigadier Peter Baumgartner geführt.

## Aufgaben
Der LVb Infanterie bildet von Mannschaften und Kader für das Heer der Schweizer Armee aus. Er ist damit einer der fünf Lehrverbände des Kommando Ausbildung.
Die Infanterie ist die Haupttruppengattung der Schweizer Armee und verfügt deshalb über einen grossen Mannschaftsbestand. Es werden diverse Spezialisierungen und Funktionen ausgebildet zum Einsatz in überbautem und bewaldetem Gelände sowie im Gebirge.

## Gliederung
Der LVb Infanterie besteht aus den Rekruten-, Unteroffiziers- und Offiziersschulen der Infanterie, dem Infanteriebereitschaftsbataillon, dem Kompetenzzentrum Gebirgsdienst der Armee (Komp Zen Geb D A) und das Kompetenzzentrum Militärmusik (Komp Zen Mil Musik).

### Infanterieschule 2 (Inf S 2)
Die Inf S 2 bildet in jährlich zwei Rekrutenschulen (Inf RS 2) und zwei Unteroffiziersschulen (Inf UOS 2) Soldaten und Kader der Infanterie aus. Sie besteht aus dem Stab und sieben Kompanien. Standort der Schule ist die Kaserne in Colombier NE.

### Infanterie Offiziersschule 10 (Inf OS 10)
Die Inf OS 10 ist für die Ausbildung angehender Offiziere der Infanterie und Militärpolizei zuständig. Jährlich werden rund 200 Aspiranten nach erfolgreichem Absolvieren der 15-wöchigen Ausbildung zum Grad des Leutnants befördert, um anschliessend in der Funktion eines Zugführers im LVb Infanterie zu dienen. Die Schule befindet sich in der Kaserne Liestal.

### Infanterieschule 11 (Inf S 11)
Ähnlich wie die Inf S 2, bildet die Inf S 11 in jährlich zwei Rekrutenschulen (Inf RS 11) und zwei Unteroffiziersschulen (Inf UOS 11) Soldaten und Kader der Infanterie aus. Sie besteht aus dem Stab und fünf Kompanien. Standort der Schule ist die Kaserne St. Gallen.

### Infanterieschule 12 (Inf S 12)
Auch die Inf S 12 bildet in jährlich zwei Rekrutenschulen (Inf RS 12) und zwei Unteroffiziersschulen (Inf UOS 12) Soldaten und Kader der Infanterie aus. Sie besteht aus dem Stab und sechs Kompanien und befindet sich in der Kaserne Chur.

### Infanterie Durchdienerschule 14 (Inf DD S 14)
Die Inf DD S 14 bildet in einer Rekrutenschule (Inf DD RS 14) und einer Unteroffiziersschule (Inf DD UOS 14) Soldaten und Kader aus, welche anschliessend direkt ihren gesamten Dienst als sog. Durchdiener in einem der Inf Ber Bat leisten. Die Schule besteht aus dem Stab und fünf Kompanien. Standort der Schule ist die Kaserne Birmensdorf.

### Kompetenzzentrum Gebirgsdienst der Armee (Komp Zen Geb D A)
Das Komp Zen Geb D A ist für Ausbildung und Weiterentwicklung des militärischen Gebirgs- und Lawinendienstes in der gesamten Armee verantwortlich. Zudem stellt das Komp Zen Geb D A die permanente Einsatzbereitschaft mit Gebirgsspezialisten für Such- und Rettungseinsätze im gekammerten, gebirgigen Gelände sicher. Standort des Komp Zen Geb D A ist die Kaserne Andermatt.
Die Aufgaben des Komp Zen Geb D A umfassen die Grundausbildung aller Gebirgsspezialisten und Durchführung der Gebirgsspezialisten Rekruten- (Geb Spez RS 15) und Unteroffiziersschule (Geb Spez UOS 15), inklusive Durchdienerschule; die Weiterausbildung und Führung der Gebirgsspezialistenabteilung 1 (Geb Spez Abt 1) im Fortbildungsdienst der Truppe; das Sicherstellen der permanenten Einsatzbereitschaft von Gebirgsspezialistenformationen für Such- und Rettungsaufgaben oder zur Ausbildungsunterstützung im Gebirgs- und Lawinendienst zu Gunsten der gesamten Armee; die Durchführung von nationalen und internationalen Ausbildungskursen im Bereich des militärischen Gebirgs- und Lawinendienstes und die Unterstützung und Beratung von militärischen und zivilen nationalen und internationalen Organisationen im Bereich Gebirgs- und Lawinendienst.
Das Komp Zen Geb D A ist wie folgt organisiert:
- Gebirgsspezialisten Schule 15 (Geb Spez S 15)
  - Gebirgsspezialisten Rekrutenschule 15 (Geb Spez RS 15)
  - Gebirgsspezialisten Unteroffiziersschule 15 (Geb Spez UOS 15)
- Gebirgsspezialistenabteilung 1 (Geb Spez Abt 1)
- Gebirgsspezialisten Bereitschaftsdetachement 104/204 (Geb Spez Ber Det 104/204), die Durchdiener der Geb Spez S 15
- Berufskomponente des Komp Zen Geb D A (Berufsmilitärs / Fachlehrer Bergführer)

### Kompetenzzentrum Militärmusik (Komp Zen Mil Musik)
Das Komp Zen Mil Musik ist für die Militärmusik der Schweizer Armee verantwortlich. Es umrahmt Anlässe der Armee und besondere Veranstaltungen von Bund und Öffentlichkeit. Jedes Jahr werden in der Miltärmusik Schule 16 (Mil Musik S 16) rund 190 Musikerinnen und Musiker in der Rekrutenschule (Mil Musik RS 16) und Unteroffiziersschule (Mil Musik UOS 16) zu Soldaten und Kadern ausgebildet. Das Komp Zen Mil Musik befindet sich in der Kaserne Aarau. 

### Militärpolizeischule 19 (MP S 19)
Die MP S 19 bildet in jährlich zwei Rekrutenschulen (MP RS 19) und zwei Unteroffiziersschulen (MP UOS 19) rund 800 Soldaten und Kader der Militärpolizei und Infanterie in den Funktionen von Militärpolizeigrenadierinnen und -grenadieren (MP Gren), Militärpolizeisoldatinnen und -soldaten (MP Soldat) sowie Infanteriesicherungssoldatinnen und -soldaten (SISO) aus. Sie besteht aus dem Stab und vier Kompanien. Standort der Schule ist die Kaserne in Sion.

### Infanteriebereitschaftsbataillone 104 und 204 (Inf Ber Bat 104 und 204)
Durchdienersoldaten und -kader der Inf DD S 14 leisten ihren Dienst in einem der beiden Inf Ber Bat 104 oder 204. Hier stehen sie dem Führungsstab zur Verfügung und übernehmen meist als Schutz- und Sicherungsaufgaben wie bspw. den Schutz von Botschaften.

## Symbole

### Emblem
Das Emblem des LVb Infanterie wir beschrieben als: «Gelbe Triskele auf grünem Grund, darauf ein silbernes gallisches Schwert und darüber in Gelb der Schriftzug «Infanterie» auf schwarzem Grund». Die dreibeinige keltische Triskele soll die Dynamik der Sonne und den ununterbrochenen Lauf der Zeit: Vergangenheit, Gegenwart und Zukunft symbolisieren. Die Zeit steht niemals still, alles befindet sich in ständiger Entwicklung: Dies gilt auch für die Infanterie. Das gallische Schwert steht für Verteidigung, für den Kämpfer. Für die Kelten soll das Schwert Einzelwaffe für Verteidigung und die allgemeine Sicherheit gewesen sein. Grün ist die Farbe der Infanterie. Das strahlende Gelb symbolisiert das Leben.

### Motto
Das Motto «EXEMPLO DUCEMUS!» übersetzt sich als «Wir führen mit Vorbild!».

## Kommandanten
| Funktionsjahre | Rang | Name              | Bemerkung |
| -------------- | ---- | ----------------- | --- |
| bis 2005       | Div  | Bertrand Jaccard  | ehemals Kdt Infanterielehrverband West, Zusammenlegung Inf LVb West und Inf LVb Ost 2003 im Rahmen der Armee XXI |
| 2006–2009      | Br   | Michel Chabloz    | |
| 2010–2016      | Br   | Lucas Caduff      | Br Caduff wurde Kdt der Ter div 3 unter Beförderung zum Brigadier                                                |
| 2016–2020      | Br   | Franz Nager       | Br Baumgartner gab das Kommando der Zentralschule an Br Nager ab                                                 |
| 2021–          | Br   | Peter Baumgartner | |